# 愉貴妃
愉贵妃（1714年6月15日—1792年7月9日）海氏，亦稱海佳氏、珂里葉特氏。蒙古镶蓝旗人，南苑海子人。員外郎額爾吉圖之女，乾隆帝之貴妃。

## 早期生平
康熙五十三年五月初四日（1714年6月15日）出生。雍正五年 (1727年)，皇四子弘曆在成婚前已有格格八九人，推測珂里葉特氏已在其中。
雍正十三年九月初三日（1735年10月18日），雍正帝第四子寶親王弘曆登基為乾隆帝；同年九月二十四日，海氏与乾隆帝潛邸時期的側福晉、格格們一同獲封，海氏封為常在，稱海常在。
乾隆二年十一月二十四日（1738年1月13日），海常在與張常在一起晋封为貴人，称海贵人。
乾隆六年二月初七日（1741年3月23日）丑時，海贵人生下皇五子永琪，接生姥姥為王⽒、陈⽒；同年二月十三日，奉崇慶皇太后懿旨，封海貴人為愉嬪，同年十一月行冊封禮。
乾隆十年正月二十三日，愉嬪与其他妃嫔一同晋封，晉為愉妃；三月初三日，《雍和宮滿文檔案譯編》記載永和宮愉妃跟隨帝后等人前往慧賢皇貴妃金棺停靈之六股道殯宮，愉妃與純貴妃乘坐同一輛馬車前往六股道。愉妃位下有六名太監跟隨，共用馬五匹。愉嬪刚诏封為愉妃尚未行冊封礼，位下還没有配置首领太监若干人，位下的普通太監也僅依嬪例配給。
乾隆十年十一月十七日，以大學士查郎阿為正使，禮部左侍郎木和林為副使，舉行愉妃冊封禮。
乾隆二十四年十一月十三日廣儲司有關每年恭進皇太后等位金線的檔案已記載愉妃 同慶嬪等人一樣享金線六綹。乾隆二十八年五月初四日，愉妃五十歲千秋慶典中，乾隆帝皆僅依嬪位的待遇賞給银三百两。
乾隆二十八年五月初五日，圓明園九洲清宴殿失火，愉妃之子永琪親身背負乾隆帝脫險。翌日，常宁侍旨赏愉妃镀金拱花连盒套二面、白珐琅表盘双针表一个和镀金橄榄形梅花索。
乾隆二十九年三月二十二日，愉妃下學規矩女子一人封那常在。

## 晚期生平
乾隆四十六年閏五月初六日，愉妃已出閣的孫女、皇五子永琪所生的長女亡故，故乾隆帝将皇四子永珹的一个女儿续指给五阿哥的女婿，并将这位格格接进宫中，安置在端则门旁的房子居住，还命愉妃和永琪的嫡福晋西林觉罗氏前去照料。
乾隆五十七年五月二十一日（1792年7月9日）愉妃於永和宮內逝世，享壽七十八歲，居妃位長達四十七年。及後，停靈于吉安所，同年五月二十三日，乾隆帝下旨追封為愉貴妃，以贵妃待遇办理丧事，一應禮儀與庆贵妃同。虽然愉妃海氏的丧事按贵妃例辦理，但是从档案记载来看，要比早先亡故的忻贵妃、庆贵妃的丧葬禮仪逊色不少。而且乾隆帝指定的穿孝人员名单里，并没有出现永琪的嫡福晋西林覺羅氏，也没有出现愉妃的亲孙子綿憶，緣故不詳。
乾隆五十七年五月二十七日寅时，愉貴妃金棺从吉安所奉移至静安庄殡宫。愉贵妃的初祭礼于同年六月初二日举行，大祭礼則于六月十二日举行，俱读文致祭，承祭人为皇十七子永璘、礼部侍郎铁保。
乾隆五十八年十月十三日，愉贵妃金棺自静安庄殡宫送往东陵胜水峪纯惠皇贵妃园寝。同年十月二十日，愉贵妃金棺奉安于裕陵妃园寝第二排，西数第二座的寝券。

## 影视作品
- 電視劇

| 年份 | 劇名       | 演員   | 剧中姓名      | 劇中稱謂                                            |
| 2011 | 新還珠格格 | 莊慶寧 | 珂里葉特氏    | 愉妃                                                |
| 2018 | 延禧攻略   | 練束梅 | 珂里葉特·阿妍 | 愉貴人→愉嬪→愉妃                                    |
| 2018 | 如懿傳     | 張鈞甯 | 珂里葉特·海蘭 | 寶親王府綉女→寶親王侍妾格格→海常在→海貴人→愉嬪→愉妃 |